# 沢井桃子
沢井 桃子（さわい ももこ、1954年〈昭和29年〉1月8日 - ）は日本の女優。東京都出身。マックスプロモート所属（預かり）。竹之下 桃子（たけのした ももこ）の名義で臨床心理士としても活動している。
デビュー時は桐朋学園短期大学を卒業後、青年座・イザワオフィスに所属していた。結婚・出産後、芸能界から引退し、53歳で臨床心理士の資格を取りカウンセリングルームを運営しているが、2012年5月より芸能活動を再開している。

## 出演作品

### テレビドラマ
- 刑事くん 第4話「東京の青い砂漠」（1971年、TBS / 東映）
- 帽子とひまわり 第16話「赤いカナリア」（1974年7月24日、NHK）
- 少年ドラマシリーズ「珍太郎日記」（1975年、NHK）
- Gメン'75 （TBS / 東映）
  - 第26話「冬のヨット・ハーバーの殺人」（1975年11月15日） - ゆき
  - 第66話「警視庁の中の密室殺人」（1976年8月21日） - 石崎久美
  - 第98話「女子大生の中のニセ刑事」（1977年4月2日） - 江口幸恵
  - 第112話「宇宙食の恐怖」（1977年7月9日） - 吉岡せいじの彼女
  - 第149話「結婚式の夜の出来事」（1978年4月1日） - 中根尚子
  - 第184話「警官嫌い」（1978年12月2日） - 水沢加代
  - 第201話「Gメン対香港カラテ軍団」（1979年4月7日）、第202話「Gメン対香港カラテ軍団 PART2」（1979年4月14日） - 李麗蓉
  - 第222話「大暴走! バスジャック」（1979年9月1日）、第223話「バスジャック対四人の狙撃者」（1979年9月8日） - せつこ
  - 第240話「'80 新春おせち料理毒殺事件」（1980年1月5日） - 藪田民子
  - 第248話「警察の中に出た幽霊」（1980年3月1日） - 大石巡査
  - 第342話「ストッキング紋殺事件」（1981年12月26日） - 上条ふみ子
  - 第354話「我輩は人喰い猫である」（1982年3月27日） - 猫田あさこ
- 土曜ドラマ（NHK）
  - 紅い花（1976年4月3日）  - 少女　※芸術祭大賞、エミー賞国際優秀賞受賞作品
- ポーラテレビ小説 （TBS）
  - 「絹の家」（1976年） - 幸江
  - 「おりん」（1979年 - 1980年） - 橋爪京子
- 愛の劇場（TBS）
  - 白衣の姉妹（1978年、松竹） - 夏
- おていちゃん（1978年、NHK） - 篠原桃子
- 特捜最前線 第58話「緊急手配・悪女からのリクエスト!」（1978年、ANB / 東映）
- 太陽にほえろ! 第318話「カレーライス」（1978年、NTV / 東宝） - 川田弓江
- 西遊記 第9話「危うし三蔵! 妖女地湧夫人」（1978年、NTV / 国際放映） - 英貞
- 草燃える（1979年、NHK大河ドラマ） - 九条任子
- 遠山の金さん（杉良太郎版）第2シリーズ 第27話「裏切り」（1979年9月13日、ANB / 東映） - お妙
- 新五捕物帳（NTV / ユニオン映画）
  - 第66話「泥まみれの青春」（1979年）- お仲
  - 第166話「はかなき百両の恋」（1981年）
- 水戸黄門 （TBS / C.A.L）
  - 第10部 第4話「仇討ち箱根馬子唄 -箱根-」（1979年9月3日） - お鈴
  - 第13部 第2話「大爆破! 恐怖の狼谷 -小田原-」（1982年10月25日） - おけい
- 大空港 第71話「銃声は風に哭いた さらば愛しき女よ」（1980年2月4日、CX / 松竹） - 塩沢真穂子
- ザ・スーパーガール 第48話「夜が憎い 黒い罠にかかったOL」（1980年、12ch / 東映）
- 大捜査線 第16話「ヒットラーを愛した男」（1980年、CX / ユニオン映画）
- 銭形平次 第726話「命を賭けた訴え」（1980年、CX / 東映） - お千代
- 大江戸捜査網（12ch → TX / 三船プロ）
  - 第229話「死闘！風魔一族の陰謀」（1979年4月1日） - おひさ
  - 第348話「女の涙か夏の嵐」（1980年7月26日） - おたき
  - 第364話「木枯らしに耐えて待つ女」（1980年11月15日） - おたえ
- 火曜サスペンス劇場「誘拐ツアー」（1982年、NTV）
- Gメン'82 第3話「奥様族の密室殺人」（1982年11月7日、TBS / 近藤照男プロダクション） - 村瀬みち代
- 大奥 第43話「愛と哀しみの聖母」（1984年、KTV / 東映） - 於甲
- 月曜ゴールデン 北海道警察 笑う警官（2012年、TBS）
- 大奥〜誕生［有功・家光篇］ 第7話（2012年、TBS） - 小間物屋
- ラスト・ドクター〜監察医アキタの検死報告〜（2014年、TX）

### その他の番組
- 環境教育番組・みどりの地球（1976年）リポーター